# Agnellus Schneider
Pater Agnellus Schneider (* 23. Juli 1913 in Leupolz im Allgäu als Josef Anton Schneider; † 16. Juli 2007 in Bad Wurzach) war ein deutscher Salvatorianerpater, Schriftsteller und engagierter Ökologe. Schneider war Gründer des Bundes für Naturschutz in Oberschwaben. Er wurde als Vogelpater bekannt.

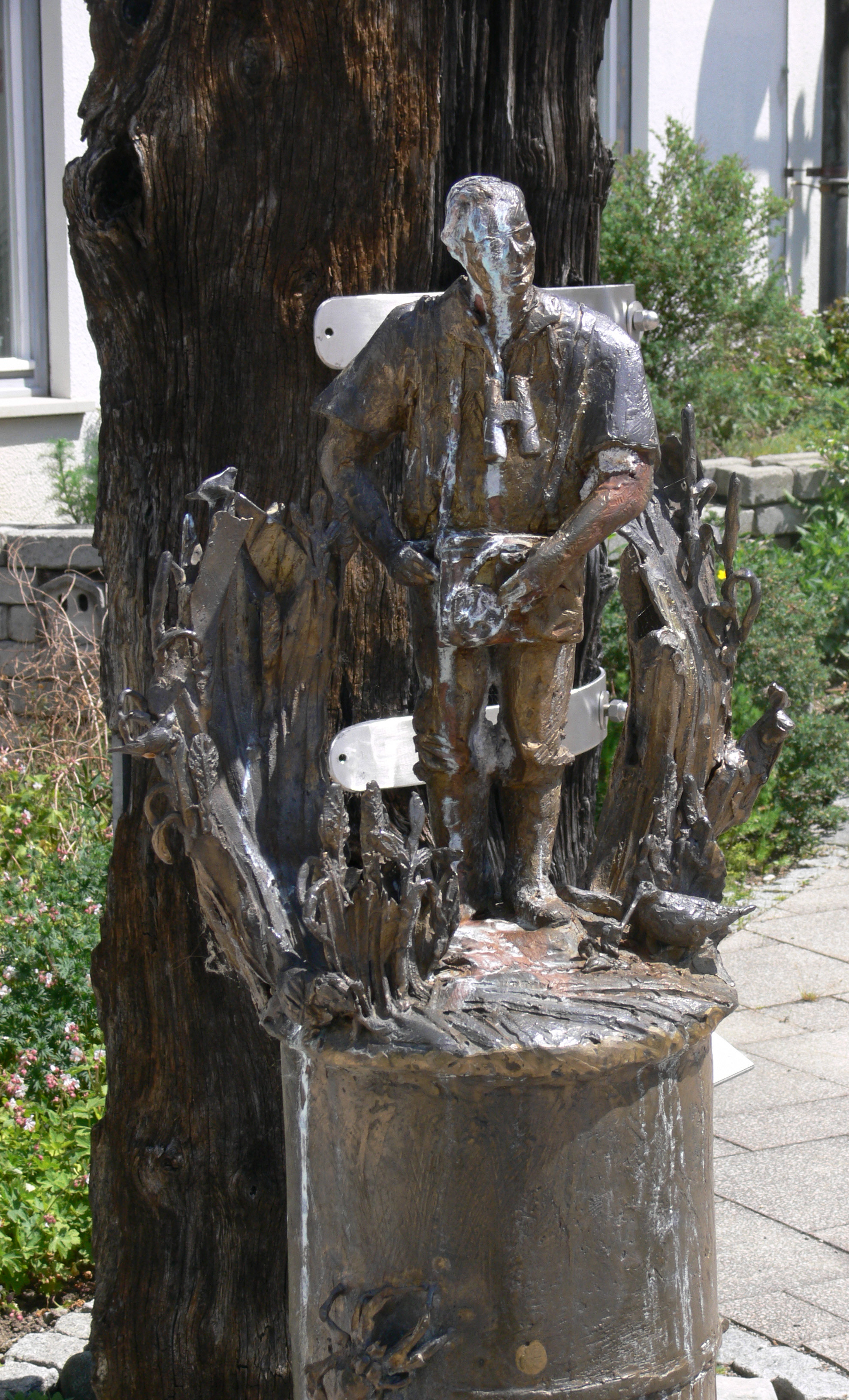
Denkmal für Pater Agnellus Schneider vor dem Naturschutzzentrum in Bad Wurzach

## Leben
Aufgewachsen in der Gemeinde Leupolz bei Wangen im Allgäu wurde Schneider von seinem Lehrer an ein Internat der Salvatorianer in Lochau bei Bregenz vermittelt. Er trat in den Orden ein, damals noch mit dem Ziel, Missionar in Brasilien zu werden. Daraus wurde jedoch nichts, sein Orden machte ihn zum Lehrer am Salvatorkolleg in Bad Wurzach. Dort begann er neben seiner Lehrtätigkeit als Schriftsteller zu arbeiten und sich für den Naturschutz zu interessieren.

## Wirken als Naturschützer
Ein besonderer Schwerpunkt der Arbeit Schneiders lag auf dem Erhalt des Wurzacher Rieds, einem Hochmoorgebiet, nördlich von Bad Wurzach. 1959 gründete er den Bund für Naturschutz in Oberschwaben (BNO), den er 40 Jahre lang leitete und der heute über 500 Mitglieder zählt. Mit dem BNO kämpfte er für den Erhalt des natürlichen Zustands der Argen, gegen den Bau einer Hochhaussiedlung am Bodensee und gegen die Schiffbarmachung des Oberrheins bis zum Bodensee.
Besondere Bekanntheit erlangte er jedoch vor allem durch über 500 Radiosendungen, in denen er den Hörern selbst aufgezeichnete Tonbandmitschnitte von Vogelstimmen vorspielte, um, wie er sagte, „die Schönheit der Schöpfung zu vermitteln“. Diese Radiosendungen brachten ihm in der Bevölkerung auch den Beinamen Vogelpater ein, wenngleich Schneider, den die Schwäbische Zeitung einmal als Pionier der Ökologen bezeichnete, stets betonte, Natur und Naturschutz beinhalte „viel mehr als die paar Vögele“.

## Wirken als Schriftsteller
Schneider veröffentlichte mehrere Bücher über den Naturschutz und seine Arbeit, der Schwerpunkt lag auch hier im vogelkundlichen Bereich.
- Bad Wurzach: Ein naturkundlicher und geschichtlicher Führer durch die Umgebung, 1968 (gemeinsam mit Rüdiger German, Paul Filzer, Reinfried Schneider). ISBN 978-3-510-99031-3
- Sängerwettstreit. Streifzug durch die Vogelwelt. Deutsche Verlags-Anstalt, Stuttgart 1974. ISBN 3421023972
- Der Vogelpater erzählt Erlebtes und Erlauschtes, 1985. ISBN 978-3-88006-113-2
- Der Vogelpater erzählt, 1988. ISBN 978-3-928934-67-1
- Gefiederte Freunde. Von Zutraulichen und Sonderlingen, 1991. ISBN 978-3-88006-160-6
- Ornithologia Wurzachiensis, 1992, ISSN 0177-5456

## Zitat
Auf die Frage eines Reporters, ob er, Schneider, daran glaube, dass sein Werk über seine Tage hinaus Wirkung zeigen könnte, antwortete dieser in Anspielung auf seinen Beinamen Vogelpater:

„Wenn nicht, dann spucke ich vom Himmel auf Euch runter“

## Ehrungen
- Bundesverdienstkreuz am Bande
- Staatsmedaille für Land- und Forstwirtschaft des Landes Baden-Württemberg in Gold
- Verdienstmedaille des Landes Baden-Württemberg
- Felix-von-Hornstein-Medaille des Bundes für Naturschutz in Oberschwaben
- Dankurkunde der Vogelwarte Radolfzell für Mitarbeit und Vogelberingung
- Wetterdienstplakette des Deutschen Wetterdienstes
- Ehrenmitgliedschaft der Gesellschaft für Naturkunde in Württemberg[2]
- Bürgermedaille in Gold der Stadt Bad Wurzach